# Hlinszka-völgy
A Hlinszka-völgy (szlovákul Hlinská dolina), másként Hincói-völgy Szlovákiában, a Magas-Tátrában található. A Kapor-völgy legnagyobb oldalvölgye, ennek ÉK. zárlatában. Kb. 3 km hosszú. A Kapor-csúcs északnyugati oldalgerince (Középső-hát), a Kriván-szárnyvonulat szakasza a Kapor-csúcstól a Triumetálig (Hrubý vrch), valamint a Hrubo-gerinc (Hrubé) határolja. 
A Triumetal–Csorbai-csúcs vonal északi oldalán, a Hlinszka-völgy (Hincói-völgy) fölött két kiterjedt, az év nagy részében hóval kitöltött katlan található, a nyugatra fekvő neve Nagy-kert (Veľká Záhradka), a keletre fekvőé Kis-kert (Malá Záhradka). 

## Neve
Nevével kapcsolatban lásd Grósz Alfréd cikkét A Hincók nyomában címmel.